# 欧阳晓澜
欧阳晓澜（？—1971年）女，籍贯江西南城，中國教育家。

## 生平
欧阳晓澜早年留学日本，终生单身。欧阳晓澜是北京女子师范学校附属中学（今北京师范大学附属实验中学）的创办者。1917年3月，北京女子师范学校接受北京政府教育部添设附属女子中学。1917年9月5日，北京女子师范学校附属中学正式开学。欧阳晓澜任该中学第一任主任（即校长），亲自创建并管理该校，经过十年发展，该中学声誉日隆。其间，1918年6月，该校校址从东铁匠胡同迁至西单辟才胡同原教育用品制造所旧址。
1927年8月7日北京《顺天时报》刊登《女附中拒绝剪发女生入校》新闻称：“西城辟才胡同女附中主任欧阳晓澜女士自长校后，不惟对于该校生功课认真督责指导，即该校学风，由女士之严厉整顿，亦日臻良善，近闻该校此次招考新生，凡剪发之女学生前往报名者，概予拒绝与考，因之一般剪发女生多有望洋兴叹之概云。”为此，鲁迅于1927年9月4日作《忧“天乳”》一文，发表在1927年10月8日《语丝》周刊第一五二期，后来收入《而已集》中。
1929年5月，唐山交通大学教务会议通过学生代表刘元敬提出的招收女生动议。1929年夏，北京女子师范学校附属中学学生朱颖卓读完高中二年级，参加了唐山交通大学的入学考试并获录取，当时仍任北京女子师范学校附属中学主任的欧阳晓澜曾找朱颖卓谈话，认为女孩不适于学土木工程，并劝说她来年考入清华大学或北京大学，但最终朱颖卓说服了老师和父母，到唐山交通大学学习，成为唐山交通大学历史上招收的第一位女生。或许是受朱颖卓影响，1930年暑期，有4名北京女子师范学校附属中学学生报考唐山交大，录取三名（冉嫒、林华宝、尤淑芬），其中尤淑芬转赴清华大学，冉嫒、林华宝来到唐山交大。